# Leon Andreasen
Leon Hougaard Andreasen (Aidt, 23 april 1983) is een Deens voormalig voetballer die doorgaans als middenvelder speelde. Tussen 2001 en 2016 speelde hij voor diverse clubs in Denemarken, Duitsland en Engeland. Andreasen maakte in 2007 zijn debuut in het Deens voetbalelftal en hij kwam tot twintig interlands, waarin hij driemaal scoorde.

## Clubcarrière
Andreasen speelde in de jeugd van het plaatselijke Hammel GF, dat hij in 1999 verliet voor Aarhus GF. Daar brak hij in 2001 door en vier jaar later verkaste hij naar Werder Bremen speelde hij eerst erg veel door de blessure van Petri Pasanen, maar na de terugkeer van de Fin was hij vaker reserve dan basisspeler. Daarop werd besloten Andreasen te verhuren aan 1. FSV Mainz 05. Bij die club trok aan de aandacht van Fulham, waar hij één jaar speelde, toen hij verhuurd werd aan Hannover 96. Die club besloot hem later ook definitief over te nemen en hij tekende voor vier jaar in Noord-Duitsland. In juni 2015 besloot men om het contract met de Deen te verlengen met nog een jaar in Hannover. In 2016 verliep de verbintenis van Andreasen en hierop verliet hij Hannover 96. Een jaar later stopte hij als voetballer.

## Interlandcarrière
Andreasen debuteerde op 24 maart 2007 voor het Deens voetbalelftal. Op die dag werd er met 2–1 verloren van Spanje. De middenvelder moest van bondscoach Morten Olsen op de bank beginnen en hij viel na iets meer dan een half uur in voor Martin Jørgensen. Een kwartier voor tijd viel Nicklas Bendtner weer voor hem in. Zijn eerste doelpunt maakte hij op 2 juni. Tijdens een duel tegen Zweden (3–3) kwam hij tot scoren.

### Gespeelde interlands
| Interlands van Leon Andreasen voor Denemarken | Interlands van Leon Andreasen voor Denemarken | Interlands van Leon Andreasen voor Denemarken | Interlands van Leon Andreasen voor Denemarken | Interlands van Leon Andreasen voor Denemarken | Interlands van Leon Andreasen voor Denemarken | Interlands van Leon Andreasen voor Denemarken |
| №                                             | Datum                                         | Wedstrijd                                     | Uitslag                                       | Competitie                                    | Goals                                         |                                               |
| Als speler bij 1. FSV Mainz 05                | Als speler bij 1. FSV Mainz 05                | Als speler bij 1. FSV Mainz 05                | Als speler bij 1. FSV Mainz 05                | Als speler bij 1. FSV Mainz 05                | Als speler bij 1. FSV Mainz 05                | Als speler bij 1. FSV Mainz 05                |
| --------------------------------------------- | --------------------------------------------- | --------------------------------------------- | --------------------------------------------- | --------------------------------------------- | --------------------------------------------- | --------------------------------------------- |
| 1                                             | 24 maart 2007                                 | Spanje – Denemarken                           | 1 – 1                                         | EK-kwalificatie                               |                                               |                                               |
| 2                                             | 28 maart 2007                                 | Duitsland – Denemarken                        | 0 – 1                                         | Vriendschappelijk                             |                                               |                                               |
| 3                                             | 2 juni 2007                                   | Denemarken – Zweden                           | 3 – 3                                         | EK 2008 kwalificatie                          | 76'                                           |                                               |
| Als speler bij Werder Bremen                  |                                               |                                               |                                               |                                               |                                               |                                               |
| 4                                             | 8 september 2007                              | Zweden – Denemarken                           | 0 – 0                                         | EK 2008 kwalificatie                          |                                               |                                               |
| 5                                             | 12 september 2007                             | Denemarken – Liechtenstein                    | 4 – 0                                         | EK 2008 kwalificatie                          |                                               |                                               |
| 6                                             | 13 oktober 2007                               | Denemarken – Spanje                           | 1 – 3                                         | EK 2008 kwalificatie                          |                                               |                                               |
| 7                                             | 17 oktober 2007                               | Denemarken – Letland                          | 3 – 1                                         | EK 2008 kwalificatie                          |                                               |                                               |
| 8                                             | 17 november 2007                              | Noord-Ierland – Denemarken                    | 2 – 1                                         | EK 2008 kwalificatie                          |                                               |                                               |
| Als speler bij Fulham                         |                                               |                                               |                                               |                                               |                                               |                                               |
| 9                                             | 6 februari 2008                               | Slovenië – Denemarken                         | 1 – 2                                         | Vriendschappelijk                             |                                               |                                               |
| 10                                            | 29 mei 2008                                   | Nederland – Denemarken                        | 1 – 1                                         | Vriendschappelijk                             |                                               |                                               |
| 11                                            | 10 september 2008                             | Portugal – Denemarken                         | 2 – 3                                         | EK 2008 kwalificatie                          |                                               |                                               |
| 12                                            | 19 november 2008                              | Denemarken – Wales                            | 0 – 1                                         | Vriendschappelijk                             |                                               |                                               |
| Als speler bij Hannover 96                    |                                               |                                               |                                               |                                               |                                               |                                               |
| 13                                            | 11 februari 2009                              | Griekenland – Denemarken                      | 1 – 1                                         | Vriendschappelijk                             |                                               |                                               |
| 14                                            | 28 maart 2009                                 | Malta – Denemarken                            | 0 – 3                                         | WK 2010 kwalificatie                          |                                               |                                               |
| 15                                            | 1 april 2009                                  | Denemarken – Albanië                          | 3 – 0                                         | WK 2010 kwalificatie                          | 31'                                           |                                               |
| 16                                            | 8 september 2012                              | Denemarken – Tsjechië                         | 0 – 0                                         | WK 2010 kwalificatie                          |                                               |                                               |
| 17                                            | 6 september 2013                              | Malta – Denemarken                            | 1 – 2                                         | WK 2010 kwalificatie                          | 2'                                            |                                               |
| 18.                                           | 11 oktober 2013                               | Denemarken – Italië                           | 2 – 2                                         | WK 2010 kwalificatie                          |                                               |                                               |
| 19                                            | 15 oktober 2013                               | Denemarken – Malta                            | 6 – 0                                         | WK 2010 kwalificatie                          |                                               |                                               |
| 20                                            | 3 september 2014                              | Denemarken – Turkije                          | 1 – 2                                         | Vriendschappelijk                             |                                               |                                               |